# Stepaniwka (Cherson)
Stepaniwka (ukrainisch Степанівка; russisch Степановка Stepanowka) ist ein Dorf in der ukrainischen Oblast Cherson mit etwa 3600 Einwohnern (2004).
Stepaniwka liegt im Norden der Oblasthauptstadt Cherson Ufer der Werewtschyna (Веревчина), einem 115 km langen, rechten Zufluss des Dnepr-Mündungsarmes Koschowa (Кошова).
Im Westen wird der Ort durch die Bahnstrecke zwischen Cherson und Mykolajiw begrenzt, auf deren westlicher Seite das Dorf Tschornobajiwka angrenzt. Südlich der Ortschaft verläuft die Fernstraße M 14.
Im Dorf befindet sich seit 1888 ein Sanatorium für psychisch Kranke, das heutige Psychiatrische Krankenhaus der Oblast Cherson.
1922/23 wurde Stepaniwka als separate Ortschaft Tschornobajiwka-Stepaniwka an das Nachbardorf Tschornobajiwka angegliedert.
1958 hörte Tschornobajiwka-Stepaniwka auf als separate Ortschaft zu existieren und wurde Ortsteil von Tschornobajiwka.
Am 21. November 1986 wurde das Gebiet wieder von Tschornobajiwka abgetrennt und unter seinem alten Namen Stepaniwka erneut eine eigenständige Landratsgemeinde innerhalb des Stadtrajons Suworow der Oblasthauptstadt Cherson.
Am 12. Juni 2020 wurde das Dorf ein Teil der Stadtgemeinde Cherson; bis dahin bildete es die Landratsgemeinde Stepaniwka (Степанівська сільська рада/Stepaniwska silska rada) im Norden der Stadt Cherson als Teil des Stadtrajons Suworow.
Seit dem 17. Juli 2020 ist es ein Teil des Rajons Cherson.